# 人类观察学
人类观察学！Monitoring（ニンゲン観察バラエティ モニタリング）是TBS电视台于2012年10月开播的一款综艺节目，每集长约30分鐘。节目最初是一款深夜节目，日本当地时间每周四（周三午夜）0:20播出半小时，由于很受欢迎，在后续播放中节目提前至周四晚間八点的黄金时间，长度也逐渐延长。

## 概要
《人类观察学》节目每集都设置一种日常生活中很难或不可能发生的事情，并利用隐藏摄像头捕捉被观察者的反应。
节目的题材有家人在做严肃决定时的反应或人们在经历科幻或者灵异事件后的反应。节目中也会请到诸如石原聰美的演艺明星或者运动员，观察他们被整蛊之后的反应。
在部分媒体上，节目名称中的“人类”一词也用汉字表示，写作，因此该节目也被叫做人间观察。
节目开播时为午夜节目，节目时长为30分钟。2013年4月25日改为周四晚黄金时间播出，节目时长延长至54分钟。2015年10月8日后，节目延长至2小时，每周四晚19点56分至21点49分播出。
在电子节目指南中，节目的正式推特标签是「#monitoring」。

## 出演者

### MC
- 黑色美乃滋（小杉龙一・吉田敬）

### 常規嘉賓
- 小泉孝太郎
- 笹野高史
- 木下优树菜
- ハリセンボン（近藤春菜・箕轮遥）
- NAOTO
- 川口春奈

### 候补嘉宾
- FUJIWARA（藤本敏史・原西孝幸）
- 速水直道
- DAIGO
- 金田朋子
- 森渉

## 海外播映

### 香港
香港電視娛樂由2020年9月20日起於ViuTV播出，並提供粵語配音，由日本集數第188集起播出，但跳過了部份觀察及集數。
| 香港ViuTV集數 | 日本集數  | 內容（中文） | 日本播放日期    | 香港播放日期   |
| ------------- | --------- | --- | --------------- | -------------- |
| #1            | #188      | 在不知情的情況下 吃了太太做的東西 丈夫會說好吃，還是不會呢 如果女兒被甩了，很傷心 父親會安慰她？還是不理她 很想見到他 | 2019年 5月9日   | 2020年 9月20日 |
| #2            | #188      | 很想見到他（續） 如果拍檔的存摺放在這裡 你會看？還是不會看 | 2019年 5月9日   | 9月27日        |
| #3            | #189      | N/A 跟沒用的東西一起生活 日本全國廢物回收觀察 N/A | 5月23日         | 10月4日        |
| #4            | #191      | N/A 如果在高級餐廳裡 拿出即食的食物給客人 他們會否被高級的氣氛影響呢 | 6月13日         | 10月11日       |
| #5            | #191      | 在日本全國以物換物 「稻草富翁觀察」 如果被占卜師說 命中注定的人是山本美月 會相信還是不相信呢 | 6月13日         | 10月18日       |
| #6            | #193      | N/A 奇跡60秒觀察 | 7月4日          | 11月1日        |
| #7            | #193      | 奇跡60秒觀察[1]（續） 作為主持，當藤原龍也 做出意料以外的行動 小杉會為了拍好鏡頭而努力嗎 | 7月4日          | 2021年 2月28日 |
| #8            | #196      | 幽靈觀察[2] N/A | 7月25日         | 3月7日         |
| #9            | #196      | 突然出現的反應[3] N/A | 7月25日         | 3月14日        |
| #10           | #201      | 實現小朋友的夢想[4] 如果錄科學節目時 發生很嚴重的意外 繼續做？還是不繼續做？ | 9月5日          | 3月21日        |
| #11           | #203      | 觀察Cooking[5] 明星走紅前是做甚麼的 「藝人檔案觀察」 | 9月19日         | 3月28日        |
| #12           | #203      | 在晚上的荒廢學校裡遇到怪異現象 你會相信還是不相信？ 如果有美女想你替她塗太陽油 你會塗，或不塗 | 9月19日         | 4月11日        |
| #13           | #205      | 觀察學校午餐[6] 如果兒子的女朋友有點不對勁 父母會否讓他們拍拖呢 如果來相親飯局的美女食量很大 相親飯局的各位男士會有甚麼反應 | 10月24日        | 4月18日        |
| #14           | #206      | 融入街道，當紅演員的七變化觀察 N/A | 11月21日        | 4月25日        |
| #15           | #211      | 接受訪問時 發生怪異現象的話 想看看恭子小姐會有甚麼反應 Cosplay摩呂計劃 | 2020年 1月2日   | 5月2日         |
| #16           | #211      | Cosplay摩呂計劃[7]（續） 奇跡60秒觀察 N/A | 2020年 1月2日   | 5月9日         |
| #17           | #213      | 觀察中頭獎的家庭[8] 如果中了一億日圓獎券 家人會一次過花光所有錢 還是會儲起這筆錢 報名參加太空旅行 中了這份做夢似的禮物 但是機票只有兩張 有九個人的高野家會是哪一位參加 令和的第一個「成人之日」 他們（新成人）覺得父母的養育值多少分數呢 | 1月23日         | 5月16日        |
| #18           | #213      | 奇蹟似的達成了所有願望[9] N/A | 1月23日         | 5月23日        |
| #19           | #218      | 交換女子[10] 如果貓咪咖啡廳的貓突然跟你說話 你會相信嗎 | 2月27日         | 5月30日        |
| #20           | #218      | 番外篇製作特輯[11] | 2月27日         | 6月6日         |
| #21           | #221      | 憤怒的老婆特別篇[12] 眼前出現不可思議現象的觀察 | 3月26日         | 6月13日        |
| #22           | #221      | 影像直播[13] 外國攝製隊誤會了日本文化時 會怎樣應對呢 | 3月26日         | 6月20日        |
| #23           | #226      | 觀察Cooking[14] 親子觀察 | 5月14日         | 6月27日        |
| #24           | #226      | 粉絲的計劃[15] 親子觀察（續） 世界奇妙靈異的士體驗／如果一位擁有特殊能力的少年出現 你會相信，還是不信呢 | 5月14日         | 7月4日         |
| #25           | #233      | 松丸亮吾的解謎房間 如果寵物突然說話 小朋友會跟牠對話嗎 思想黑客 | 7月9日          | 7月11日        |
| #26           | #233      | 圖片思想入侵[16] 思想黑客（續） 如果駒場提出始終想去東京發展 內海會否贊成呢 | 7月9日          | 7月18日        |
| #27           | #234      | 激變化妝術[17] 在應該開心地玩樂的樂園裡 見到靈異現象 遊客究竟會有甚麼反應呢 | 7月23日         | 8月15日        |
| #28           | #234      | 觀察惡劣情況的應對[18] 松岡Happy造 | 7月23日         | 8月22日        |
| #29           | #238      | 化妝帶來的錯覺[19] 在餐廳進食的時候 面前的美女是大胃王的話 客人會有甚麼反應呢 假劇集 | 8月27日         | 8月29日        |
| #30           | #238 #239 | 假劇集[20]（續） 兒子的女朋友突然以高速開始瘋狂地吃東西，父母會有甚麼反應（#239） | 8月27日 9月10日 | 9月5日         |
| #31           | #239      | 夢幻人類觀察大獎[21] 會聊天的小杉豬 | 9月10日         | 9月12日        |
| #32           | #240      | 居酒屋作為舞台[22] 觀察客人來到居酒屋 見到Double春的話 會否被嚇倒呢 變裝後的超人氣藝人（七變化觀察） | 9月17日         | 9月19日        |
| #33           |           | |                 | 9月26日        |
| #34           |           | |                 | 10月3日        |

註：1 2 3 4 5 6 7 8 9 10 11 12 13 14 15 16 17 18 19 20 21 22 viu.tv集數標題，N/A=標題畫面沒有出現

## 收視

### 香港
| 集數   | 播映日期      | 電視直播收視 | 備註   |
| 1－18  |               | 沒有公佈     | [ 9 ]  |
| 19     | 2021年5月30日 | 2.0點        | [ 10 ] |
| 20     | 2021年6月6日  | 1.5點        | [ 11 ] |
| 21     | 2021年6月13日 | 2.3點        | [ 12 ] |
| 22     | 2021年6月20日 | 1.9點        | [ 13 ] |
| 23     | 2021年6月27日 | 1.8點        | [ 14 ] |
| 24     | 2021年7月4日  | 1.6點        | [ 15 ] |
| 25     | 2021年7月11日 | 1.5點        | [ 16 ] |
| 26     | 2021年7月18日 | 1.7點        | [ 17 ] |
| 27－34 |               | 沒有公佈     | [ 18 ] |
| 35     | 2022年5月8日  | 1.6點        | [ 19 ] |
| 36     | 2022年5月15日 | 1.6點        | [ 20 ] |
| 37     | 2022年5月22日 | 1.9點        | [ 21 ] |
| 38     | 2022年5月29日 | 1.5點        | [ 22 ] |
| 39     | 2022年6月5日  | 2.0點        | [ 23 ] |
| 40     | 2022年6月12日 | 1.7點        | [ 24 ] |
| 41     | 2022年6月19日 | 1.4點        | [ 25 ] |
| 42     | 2022年6月26日 | 1.9點        | [ 26 ] |
| 43     | 2022年7月3日  | 1.5點        | [ 27 ] |
| 44     | 2022年7月10日 | 1.8點        | [ 28 ] |

## 節目變遷
| 香港 ViuTV 星期日 22:30－23:30 · 2020年10月25日 暫停播映                                                                    | 香港 ViuTV 星期日 22:30－23:30 · 2020年10月25日 暫停播映                                                                    | 香港 ViuTV 星期日 22:30－23:30 · 2020年10月25日 暫停播映 |
| --- | --- | -------------------------------------------------------- |
| | 人類觀察學 第1－6集 （2020年9月20日－2020年11月1日）                                                                        |                                                          |
| 你去日本搞乜鬼 3 （2020年7月5日－2020年9月13日）                                                                            | Talk星Day（22:30－23:00） （2020年11月8日－2021年2月21日）時限熱賣（廣告）（23:00－23:45） （2020年11月8日－2021年2月21日） |                                                          |
| 星期日 22:30－23:30 2021年4月4日 暫停播映                                                                                   | |                                                          |
| Talk星Day（22:30－23:00） （2020年11月8日－2021年2月21日）時限熱賣（廣告）（23:00－23:45） （2020年11月8日－2021年2月21日） | 人類觀察學 第7－26集 （2021年2月28日－7月18日）                                                                             | 直播王（22:30－23:00） （2021年8月15日－2021年10月3日）  |
| 星期日 23:00－00:00 | |                                                          |
| 直播王（22:30－23:00） （2021年8月15日－2021年10月3日）                                                                     | 人類觀察學 第27－34集 （2021年8月15日－10月3日）                                                                            | 膠戰S2（22:30－23:30） （2021年10月10日－2022年1月30日） |
| 星期日 22:30－23:30 2022年7月17日 暫停播映                                                                                  | |                                                          |
| Cash Back（22:30－23:45） （2022年2月6日－2022年5月1日）                                                                    | 人類觀察學 第35－48集 （2022年5月8日－8月14日）                                                                             | 導演·門 （2022年8月21日－2022年10月30日）                |
| 星期日 22:30－23:25／23:30 2022年11月20日至12月4日及12月18日 暫停播映 2022年12月25日 22:45－23:45                           | |                                                          |
| 導演·門 （2022年8月21日－2022年10月30日）                                                                                   | 人類觀察學 第49－52集 （2022年11月6日－2022年12月25日）                                                                     | SPY×FAMILY間諜家家酒 （2023年1月8日－2023年3月26日）     |
| 星期日 22:30－23:30 2023年4月2日及9日 23:00－23:45 2023年4月16日 暫停播映                                                   | |                                                          |
| SPY×FAMILY間諜家家酒 （2023年1月8日－2023年3月26日）                                                                        | 人類觀察學 第53－58集 （2023年4月2日－2023年5月21日）                                                                       | 蹦蹦地球遊戲室（22:30－00:00） （2023年5月28日－）       |